# Villiers-le-Sec (Borgogna-Franca Contea)
Villiers-le-Sec è un comune francese di 50 abitanti situato nel dipartimento della Nièvre nella regione della Borgogna-Franca Contea.

## Società

### Evoluzione demografica
Abitanti censiti